# Matija Filaković
Matija Filaković (Baranjsko Petrovo Selo, 3. rujna 1925.), hrvatski pučki književnik iz Baranje.

## Životopis
Osnovnu je školu pohađao u rodnom mjestu. Otac mu je umro kad je bio vrlo mali pa je odrastao uz majku i starijeg brata, u veoma siromašnoj seljačkoj obitelji. Njegovo rano mladenaštvo obilježio je Drugi svjetski rat, u kome je ostao bez brata. Cijeli radni vijek proveo je u rodnom mjestu sa suprugom Evom, baveći se poljoprivredom. U vrijeme Domovinskog rata bio je u Osijeku. U tjeskobi prognaničkih dana počeo je pisati o životu ljudi u svom selu od davnine do najnovijih dana.
Prvu knjigu (zbirku pjesama "Prograno selo") objavio je 1997. godine u 72. godini života. Do danas je objavio još jednu zbirku pjesama ("Odron vremena"), dvije zbirke pripovijedaka ("Priče iz Petarde" i "Čuvari sjećanja") i jedan roman ("Zemlja nerođenih"). Povoljne recenzije o njegovim knjigama "Zemlja nerođenih" i "Čuvari sjećanja" napisali su književnici Stjepan Tomaš, Lujo Medvidović i Antun Željko Živković.